# 2MASS J03421621-6817321
2MASS J03421621-6817321 ist ein Brauner Zwerg im Sternbild Kleine Wasserschlange. Er wurde 2007 von Kelle L. Cruz et al. entdeckt. Er gehört der Spektralklasse L2 an.